# Cala Bassa
La Cala Bassa és una platja arenosa amb roques a una banda i banda (ideals per pescar), un bosc de pins i savines que Envolta la platja convida a un llarg passeig o una merescuda migdiada a l'ombra. Les aigües no gaire profundes, tranquil i transparents la fan ideal per a esports aquàtics. Molt recomanable per a famílies amb nens.
Disposa de 2 bars i 2 restaurants emplaçats a la part posterior de la platja amb banys i vestidors, així com hamaques, para-sols, restaurants, bars, serveis, i vestidors. També s'hi pot gaudir de diverses activitats esportives: patins, banana boat, voleibol
Cala Bassa és accessible en cotxe en només 10 minuts des de Sant Antoni de Portmany seguint els senyals per la carretera. També és a prop de Sant Josep de sa Talaia des d'on s'arriba sense cap dificultat. Disposa d bones possibilitats per aparcar. També es pot anar en vaixell des de Sant Antoni, la travessia és de 15 minuts i hi ha servei regular durant l'estiu.